# Tapoban
Tapoban (nep. तपोवन) – gaun wikas samiti w zachodniej części Nepalu w strefie Mahakali w dystrykcie Darchula. Według nepalskiego spisu powszechnego z 2001 roku liczył on 357 gospodarstw domowych i 2115 mieszkańców (1076 kobiet i 1039 mężczyzn).